# Venelina Veneva-Mateeva
Venelina Veneva-Mateeva (en bulgare : Венелина Венева), née le 13 juin 1974 à Roussé, est une athlète bulgare, pratiquant le saut en hauteur, multiple médaillée continentale et médaillée mondiale.

## Biographie

### Débuts
Très talentueuse à ses débuts, elle sautait 1,93 m en salle en 1990, la meilleure performance mondiale pour une athlète de quinze ans. Elle n'améliora pas cette marque en extérieur avant 1995 (1,94 m). Une décevante saison 1996 avec une trentième place aux Jeux olympiques et 1,88 m comme meilleure performance fut suivie en 1998 par un saut à 2,03 m. 

### Parmi l'élite mondiale

#### 2001 - 2004: fidèles aux rendez-vous
En 2001, Venelina Veneva-Mateeva améliore son record personnel en salle avec 1,98 m. Elle confirme sa forme en remportant la médaille de bronze des Championnats du monde en salle de Lisbonne avec 1,96 m, devancée par la Suédoise Kajsa Bergqvist médaillée d'or (2,00 m) et par l'Ukrainienne Inha Babakova (2,00 m). Lors de la saison estivale, elle franchit 2,04 m à Kalamata et s'octroie la meilleure performance mondiale de l'année faisant d'elle d'une des favorites pour le titre mondiale à Edmonton. Malheureusement, lors de ces championnats du monde , Veneva-Mateeva prend la quatrième place du concours avec 1,97 m, le titre planétaire revenant à la Sud-Africaine Hestrie Cloete. 
En 2003 aux mondiaux de Paris, elle obtient à nouveau la quatrième place avec une performance d'1,98 m. Durant l'hiver 2004, elle améliore lors des qualifications des mondiaux en salle de Budapest sa meilleure marque de la saison avec 1,96 m. En finale, elle obtient la septième place 1,94 m, dans un concours remportée par la nouvelle pépite Russe, Yelena Slesarenko. Lors de la saison estivale, elle franchit pour la cinquième saison de sa carrière les 2 m en sautant 2,01 m à Plovdiv, le jour où la sprinteuse Ivet Lalova écrasait le 100 m en 10 s 77.

### 2005 - 2007: parmi les meilleures européennes puis suspension
Lors des Championnats d'Europe en salle de Madrid, Veneva-Mateeva glane la médaille de bronze du concours avec 1,97 m. Qualifiée pour la finale des Championnats du monde , elle loupe totalement son concours et ne réussit qu'une performance d'1,85 m. En 2006, faisant partie des meilleures sur les sautoirs de hauteur, elle remporte la médaille d'argent des Championnats d'Europe de Göteborg avec 2,03 m, devancée par la Belge Tia Hellebaut alors qu'elle dominait le concours. Elle termine la saison avec une troisième place à la Finale mondiale de l'athlétisme de Stuttgart puis avec une troisième place au classement général de la Golden League.  
En janvier 2007, elle est contrôlée positive, ainsi que sa compatriote Vania Stambolova à la testostérone. En juillet, la fédération bulgare les blanchit mais l'IAAF décide alors de se saisir de ces deux dossiers et de demander l'arbitrage du Tribunal arbitral du sport. Veneva-Mateeva est donc déchue de sa médaille de bronze remportée lors des Championnats d'Europe en salle de Birmingham. 

### 2009 - 2015: triomphe retour sur les pistes
De retour de suspension, Veneva-Mateeva participe aux Championnats d'Europe par équipes où elle termine à la seconde place avec 1,90 m. En août, elle est éliminée en qualifications des Championnats du monde de Berlin avec 1,92 m. Ce revers se produit également aux mondiaux de Daegu en 2011 où elle ne parvient qu'à maitriser une barre à 1,89 m et lors des Jeux olympiques où elle ne réussit que 1,85 m.
Depuis 2009, Venelina Veneva-Mateeva domine lors des Championnats des Balkans où elle est régulièrement sur le podium (1re en 2012, 3e en 2013, 2e en 2014 et 1re en 2015). Elle est également fidèle aux Championnats d'Europe en salle où elle réussit à entrer en finale en 2011 à Paris pour finir 7e avec 1,92 m, à Göteborg en 2013 avec une 6e place en 1,92 m et à Prague en 2015 avec une 7e place en 1,90 m.
Le 4 novembre 2013, elle se sépare de son entraîneur Georgi Dimitrov qui l'entrainait depuis plus de quinze ans pour pouvoir travailler en parallèle dans un centre de fitness et entraîner également d'autres athlètes. Le 7 novembre elle confirme une nouvelle fois ne plus avoir d'entraîneur et se préparer seule en vue des Jeux olympiques de Rio en 2016.
Le 12 juillet 2014, elle égale le record du monde vétéran (catégorie 40 ans) de la Mexicaine Romary Rifka en franchissant 1,90 m à Plovdiv puis égale cette marque le 26 juillet suivant à Pitești. En août 2014, elle est la première éliminée des qualifications du saut en hauteur des Championnats d'Europe de Zurich avec 1,85 m. Elle participe ensuite au DécaNation à Angers (France) où elle prend la quatrième place du concours avec une nouvelle fois la marque d'1,85 m.
Durant l'hiver 2015, elle bat son propre record du monde vétéran en franchissant lors d'un petit meeting à Dobritch 1,94 m. Elle égale cette marque lors des qualifications des Championnats d'Europe en salle 2015 de Prague où elle se classe cinquième puis septième de la finale le lendemain avec 1,90 m.
Lors de la saison estivale, elle franchit 1,90 m à Sofia et est sélectionnée pour les mondiaux de Pékin du 22 au 30 août. Elle est éliminée en qualification des Championnats du monde de Pékin, ne prenant que l'avant-dernière place avec 1,80 m au second essai.
En juin 2018, elle remporte à 44 ans un nouveau titre national avec 1,70 m. Le 21 juillet, elle termine à la 8e place des championnats des Balkans 2018 à Stara Zagora avec 1,80 m.

## Palmarès
| Date | Compétition                       | Lieu            | Résultat | Marque  |
| ---- | --------------------------------- | --------------- | -------- | ------- |
| 1991 | Championnats d'Europe juniors     | Thessalonique   | 2e       | 1,91 m  |
| 1995 | Championnats du monde             | Göteborg        | 13e      | 1,93 m  |
| 1998 | Championnats d'Europe             | Budapest        | 5e       | 1,98 m  |
| 2000 | Jeux olympiques                   | Sydney          | 9e       | 1,93 m  |
| 2001 | Championnats du monde en salle    | Lisbonne        | 3e       | 1,96 m  |
| 2001 | Championnats du monde             | Edmonton        | 4e       | 1,97 m  |
| 2001 | Golden League                     | Golden League   | 2e       | détails |
| 2003 | Championnats du monde             | Paris           | 4e       | 1,98 m  |
| 2004 | Championnats des Balkans          | Athènes         | 2e       | 1,93 m  |
| 2004 | Championnats du monde en salle    | Budapest        | 7e       | 1,94 m  |
| 2004 | Jeux olympiques                   | Athènes         | 15e      | 1,92 m  |
| 2005 | Championnats d'Europe en salle    | Madrid          | 3e       | 1,97 m  |
| 2005 | Championnats du monde             | Helsinki        | 10e      | 1,85 m  |
| 2006 | Championnats d'Europe             | Göteborg        | 2e       | 2,03 m  |
| 2006 | Finale mondiale                   | Stuttgart       | 3e       | 1,98 m  |
| 2006 | Golden League                     | Golden League   | 3e       | détails |
| 2007 | Championnats d'Europe en salle    | Birmingham      | —        | DSQ     |
| 2009 | Championnats d'Europe par équipes | Banská Bystrica | 2e       | 1,90 m  |
| 2010 | Championnats d'Europe par équipes | Il-Marsa        | 1re      | 1,89 m  |
| 2011 | Championnats d'Europe en salle    | Paris           | 7e       | 1,92 m  |
| 2011 | Championnats d'Europe par équipes | Novi Sad        | 1re      | 1,91 m  |
| 2012 | Championnats des Balkans          | Istanbul        | 1re      | 1,93 m  |
| 2012 | Championnats d'Europe             | Helsinki        | 12e      | 1,80 m  |
| 2013 | Championnats des Balkans          | Istanbul        | 3e       | 1,91 m  |
| 2013 | Championnats d'Europe en salle    | Göteborg        | 6e       | 1,92 m  |
| 2014 | Championnats des Balkans en salle | Istanbul        | 2e       | 1,90 m  |
| 2014 | Championnats d'Europe par équipes | Riga            | 2e       | 1,85 m  |
| 2014 | Championnats des Balkans          | Pitești         | 1re      | 1,90 m  |
| 2015 | Championnats des Balkans          | Istanbul        | 1re      | 1,92 m  |
| 2015 | Championnats d'Europe en salle    | Prague          | 7e       | 1,90 m  |
| 2015 | Championnats des Balkans          | Pitești         | 2e       | 1,87 m  |
| 2017 | Championnats des Balkans en salle | Belgrade        | 5e       | 1,80 m  |
| 2017 | Championnats des Balkans          | Novi Pazar      | 4e       | 1,80 m  |
| 2018 | Championnats des Balkans          | Stara Zagora    | 8e       | 1,80 m  |
| 2019 | Championnats des Balkans en salle | Istanbul        | 13e      | 1,65 m  |

## Records
| Épreuve         | Épreuve   | Marque | Lieu            | Date                     |
| --------------- | --------- | ------ | --------------- | ------------------------ |
| Saut en hauteur | Plein air | 2,04 m | Kalamata Zurich | 2 juin 2001 18 août 2006 |
| Saut en hauteur | En salle  | 2,02 m | Łódź            | 2 février 2002           |